# Štefan Šarišský
Štefan Šarišský (* 8. února 1947) je bývalý slovenský fotbalový útočník.

## Fotbalová kariéra
V československé lize hrál za Duklu Banská Bystrica a TŽ Třinec. Nastoupil ve 40 ligových utkáních a dal 6 ligových gólů.

## Ligová bilance
| Ročník                                     | Zápasy | Góly | Klub                  |
| ------------------------------------------ | ------ | ---- | --------------------- |
| 1. československá fotbalová liga 1968/1969 | 18     | 6    | Dukla Banská Bystrica |
| 2. československá fotbalová liga 1972/1973 | -      | -    | Dukla Banská Bystrica |
| 1. československá fotbalová liga 1974/1975 | 16     | 0    | TŽ Třinec             |
| 1. československá fotbalová liga 1975/1976 | 6      | 0    | TŽ Třinec             |
| CELKEM                                     | 40     | 6    |                       |